# ألكسندر سولجنيتسين
ألكسندر سولجنيتسين (الروسية: Александр Исаевич Солженицын) أديب ومعارض روسي ولد في 11 ديسمبر 1918، توفي في 3 أغسطس 2008. كان روائياً روسياً سوفيتياً، وكاتبًا مسرحيًا ومؤرخًا. لفتت كتاباته النظر إلى «الغولاغ»، وهي معسكرات الاتحاد السوفيتي للعمل القسري - خاصةً في روايتيه أرخبيل غولاغ ويوم في حياة إيفان دينيزوفيتش.
منح ألكسندر سولجنيتسين جائزة نوبل في الأدب سنة 1970. وكان قد طرد من الاتحاد السوفيتي سنة 1974 وعاد إلى روسيا سنة 1994. سولجنيتسين هو وال إغنات سولجنتسين عازف البيانو. أدرجت كتب سولجنيتسين في المناهج الدراسية، وشيّدت له التماثيل، وافتتحت متاحف وشوارع حملت اسمه.

## حياته في الاتحاد السوفيتي

### نشأته وتعليمه
ولد ألكسندر سولجينيتسين في كيسلوفودسك، روسيا الاتحادية الاشتراكية السوفيتية (الآن في ستافروبول كراي، روسيا). والدته تايزيا سولزينتزينيا الأوكرانية. والدها بدأ بدايات متواضعة، كرجل عصامي. في نهاية المطاف وبعد جهد وتعب، اكتسب مناطق عقارية كبيرة في منطقة كوبان في سفوح شمال القوقاز. خلال الحرب العالمية الأولى، ذهبت إلى موسكو تايزيا للدراسة. التقت هناك وتزوجت بـإساكييف سولجينيتسين، وهو ضابط شاب في الجيش الإمبراطوري الروسي من أصول القوزاق ومواطن من منطقة القوقاز.
في عام 1918، أصبحت تايزيا حامل بألكسندر. بعد فترة وجيزة من تأكيد حملها، قتل إساكييف في حادث صيد. ترعرع ألكسندر ونشأ من قبل والدته الأرملة وعمته في ظروف متواضعة. تزامنت السنوات الأولى له مع الحرب الأهلية الروسية. بحلول عام 1930 تم تحويل ممتلكات الأسرة إلى مزرعة جماعية. في وقت لاحق، أشار سولجينيتسين أن والدته قد حاربت من أجل البقاء على قيد الحياة وأنهم اضطروا إلى إبقاء خلفية والده في الجيش الامبراطوري القديم سرا. شجعته والدته المتعلمة (التي لم تتزوج مرة ثانية) على اتباع ميوله الأدبية والعلمية وأنشأته على العقيدة الأرثوذكسية الروسية. توفيت والدته في عام 1944.
درس سولجينيتسين الرياضيات في جامعة ولاية روستوف. وفي الوقت نفسه تولى دورات بالمراسلة من معهد موسكو للفلسفة والأدب والتاريخ، في هذا الوقت بدأت تظهر الأيديولوجيات بشكل كبير. قال سولجينيتسين انه لا يشكك في أيديولوجية الدولة أو تفوق الاتحاد السوفيتي حتى انه قضى وقتا في المخيمات السوفيتية.

### زواجه
في 7 نيسان عام 1940، بينما كان يدرس في الجامعة، تزوج سولجينيتسين بناتاليا أليكسيفنا ريشتوفسكايا. كان لديهم ما يزيد قليلا على العام من زواجهما قبل أن يذهب إلى الجيش، ومن ثم إلى معسكرات العمل. وانفصلا في عام 1952، قبل عام من الإفراج عنه، وذلك لأن زوجات السجناء معسكرات العمل واجهن فقدان العمل أو تصاريح الإقامة. بعد نهاية المنفى الداخلي له، نزوجا مرة ثانية في عام 1957. وانفصلا في عام 1972.في العام التالي (1973) تزوج من زوجته الثانية، ناتاليا ديميترييفنا سفيتلوفا عالمة الرياضيات وكان لها ابنا من زواج سابق. كان له من سفيتلوفا (من مواليد 1939) ثلاثة أبناء: ييرمولاي (1970)، إيجنات (1972)، وستيبان (1973)

### في الحرب العالمية الثانية
أثناء الحرب، خدم سولجينيتسين قائدا لبطارية الصواريخ في الجيش الأحمر،  وقد شارك في عمل رئيسي على الجبهة الأمامية. نشرت سلسلة من كتاباته في وقت متأخر من حياته، بما في ذلك الرواية غير المكتملة في وقت مبكر (حب الثورة)، يروي تجربته في زمن الحرب وشكوكه المتزايدة حول الأسس الأخلاقية للنظام السوفيتي.

### اعتقاله وسجنه
في شباط عام 1945، بينما كان يؤدي خدمته في بروسيا الشرقية، اعتقل سولجينيتسين لكتابته تعليقات مهينة في رسائل خاصة لأحد أصدقائه نيكولاي فيتكيفيتش، حول الطريقة التي أدار بها ستالين الحرب، الذي وصفه بخوزايين أي الزعيم، أو بالابوس. اتهم بنشر دعاية معادية للسوفيت تحت المادة 58 الفقرة 10 من القانون الجنائي السوفيتي، وبـ«تأسيس منظمة معادية» بموجب الفقرة 11. سولجينيتسين اقتيد إلى سجن لوبيانكا في موسكو، حيث تم استجوابه. يوم 7 يوليو عام 1945، حكم عليه غيابيا من قبل المجلس الخاص للـ NKVD بثماني سنوات في معسكر للعمل. وكان هذا هو الحكم العادي بالنسبة لمعظم الجرائم المنصوص عليها في المادة (58) في ذلك الوقت.

### في عهد خروتشوف
بعد خطاب خروتشوف السري في عام 1956، برّئ سولجينتسين وأطلق سراحه وسمح له بالعودة من منفاه وراء الأورال إلى روسيا الأوروبية. وقد كان سولجينيتسين، مع امتهانه التدريس في إحدى المدارس الثانوية خلال النهار، ينفق لياليه سرا في الكتابة. نشرت روايته «يوم في حياة إيفان دنيسوفيتش» في الاتحاد السوفيتي في عهد خروتشوف ولاقت قبولا، إلا أن رواياته عادت إلى المنع بعد إقصاء خروتشوف عن السلطة.
عام 1968 أجرى سولجينتسين في ذلك الشهر مقابلة غير مصرح بها مع صحفي ياباني حول روايته «دائرة الجحيم الأولى» المحظورة، كما قدم قراءة من روايته الثانية المحظورة «جناح السرطان» أمام 600 شخص في قاعة معهد كورتشاتوف للفيزياء. وطبعت هذه الروايات بالروسية ولغات أخرى خارج الاتحاد السوفيتي. وفي عام 1969 طرد سولجينتسين من اتحاد الكتاب السوفيت. في عام 1970 تحول ألكسندر سولجنيتسين من الإلحاد إلى المسيحية الأرثوذكسية الشرقية.
حصل عام 1970 على جائزة نوبل للآداب، وأشار في خطاب قبوله الجائزة أنه كتب أنه «خلال جميع السنوات حتى عام 1961، ليس فقط كنت مقتنعا أنني لا يجب أن أرى سطرا واحدا مما أكتب في حياتي، ولكن أيضا، وألاّ أتجرأ أن أسمح لأي من معارفي أن يطلع على شيء مما كتبت خشية أن يصبح ما أكتب معروفا للجميع».
لفتت روايته «أرخبيل غولاغ» انظار العالم إلى الفظائع التي كانت تمارس في منظومة السجون ومعسكرات العمل القسري السوفيتية خلال الفترة بين عام 1918 وحتى عام 1956، واعتبرت الصحافة السوفيتية سولجينتسين خائنا وشنت هجوما لاذعاً ضده بعد نشر الجزء الأول من ثلاثيته «أرخبيل غولاغ» في عام 1973.

## نفيه من الاتحاد السوفيتي وعودته بعد انهياره
في مطلع عام 1974 سحبت السلطات السوفيتية الجنسية منه ونفي من بلاده ليقيم أولا في سويسرا، ثم في الولايات المتحدة، حيث عاش في عزلة اختيارية أكمل خلالها عملين آخرين، منتقداً ما كان يراه انحداراً أخلاقياً للغرب. وتحول إلى ناقد دائم للنظام السوفيتي، ولروسيا ما بعد الشيوعية لاحقا.

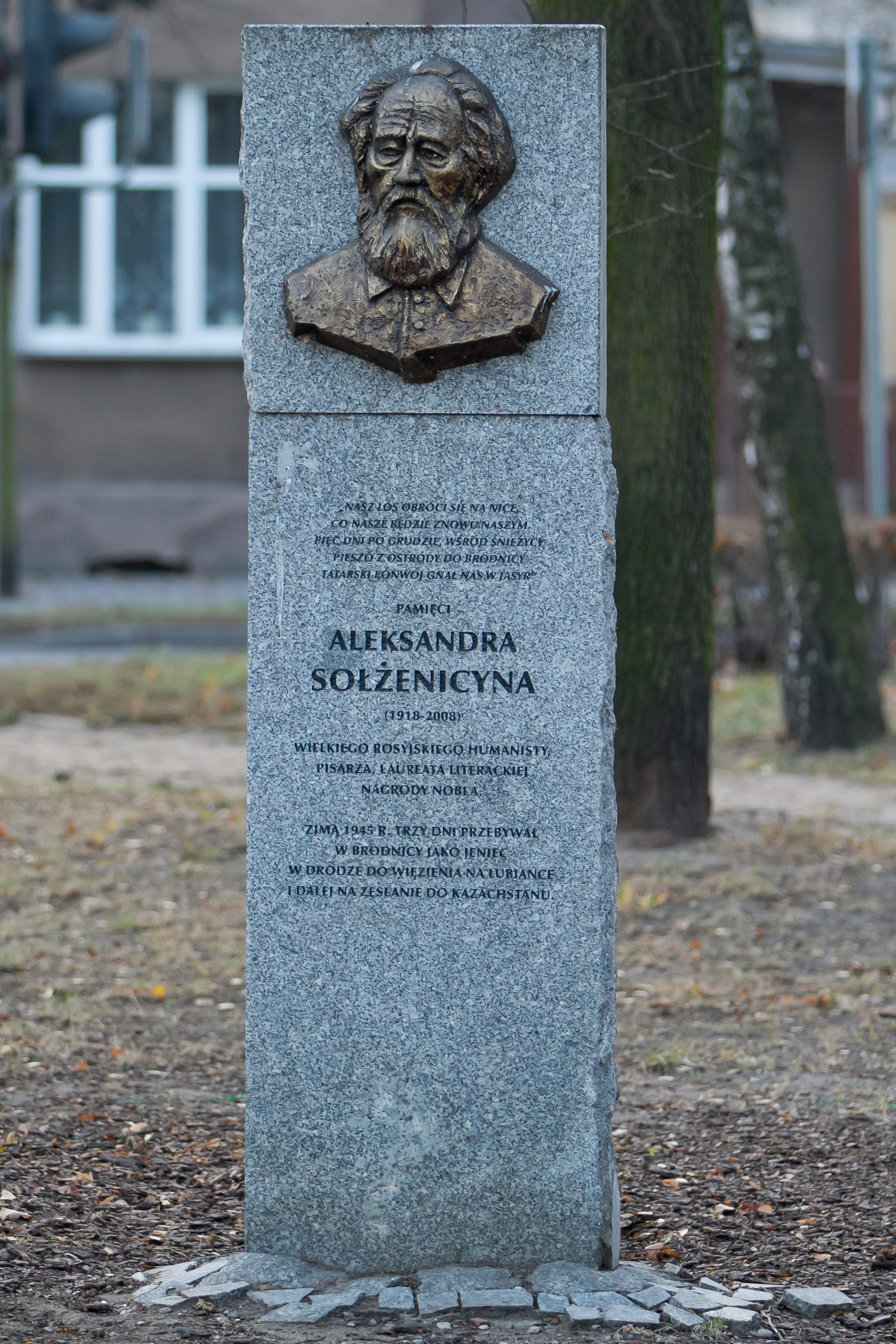
نصب مخصص لسولجينتسين في Brodnica في بولندا

عاد سولجينتسين إلى بلاده عام 1994 وكانت عودته مليئة بالدراما، حيث طاف في أنحاء روسيا، ومنحه الرئيس الروسي السابق فلاديمير بوتين جائزة الدولة للغة روسية بعد ذلك بعدة أعوام. إلا أنه بعدها بدأ يختفي عن الأضواء شيئا فشيئا، وتناولت كتاباته الأخيرة التاريخ والهوية الروسية ووصف بعضها باللاسامية.

## وفاته
مات بسكتة قلبية بالقرب من موسكو في 3 أغسطس 2008، وكان عمره 89 عاماً، ودفن في 6 أغسطس في مكان اختاره في مقبرة دير دنسكوي في موسكو.

## أعمال أدبية منشورة
- يوم في حياة إيفان دينيسوفيتش، قصة (1962)
- حادث في محطة كريشيتوفكا، قصة (1963)
- منزل ماتريونا، قصة (1963)
- في سبيل القضية، قصة (1963)
- في الدائرة الأولى، رواية (1963)
- جناح السرطان، رواية (1968): أتم سولجينتسين رواية جناح السرطان في منتصف عام 1966، ووزعها بصيغة منشور غير قانوني«ساميزدات» بعد أن ماطله محرر مجلة «نوفي مير» الأدبية في نشرها وطالب بحذف بعض الأجزاء.[14] وطبعت بالروسية ولغات أخرى خارج الاتحاد السوفيتي.[15][16][20]
- العجلة الحمراء، سلسلة روايات تاريخية تناولت الأحوال في روسيا قبيل الثورة البلشفية. صدرت في أربعة أجزاء:[21][22]
  - «أغسطس 1914» - صدرت عام 1971
  - «نوفمبر 1916» - صدرت عام 1980
  - «مارس 1917»، صدرت عام 1989
  - «أبريل 1917»
- خطاب استلام جائزة نوبل للآداب لعام 1970، قدمه بصيغة ورقة مكتوبة إلى الأكاديمية السويدية.[23]
- أرخبيل غولاغ (ثلاث إصدارات 1973-1978)
- عجل ناطح شجرة بلوط (1975)
- مئتا عام معاً، رواية (2003). تتناول العلاقة الروسية-اليهودية منذ سنة 1772

## ترجمات إلى العربية
- جناح السرطان، دار النهار، بيروت، 1971. وترجمة ثانية بعنوان عنبر السرطان، ترجمة يوسف نبيل، دار مدارك، بيروت، 2024،  ردمك 9786144295588
- يوم واحد من حياة إيفان دينيسوفيتش ومؤلفات أخرى، ترجمة منذر بدر حلو، دارى المدى، دمشق، 1999
- أرخبيل غولاغ، ترجمة نجم سليمان الحجار، دار علاء الدين، 2007

## روابط خارجية
- ألكسندر سولجنيتسين على موقع IMDb (الإنجليزية)
- ألكسندر سولجنيتسين على موقع الموسوعة البريطانية (الإنجليزية)
- ألكسندر سولجنيتسين على موقع مونزينجر (الألمانية)
- ألكسندر سولجنيتسين على موقع ميوزك برينز (الإنجليزية)
- ألكسندر سولجنيتسين على موقع إن إن دي بي (الإنجليزية)
- ألكسندر سولجنيتسين على موقع ديسكوغز (الإنجليزية)
- ألكسندر سولجنيتسين على موقع قاعدة بيانات الفيلم (الإنجليزية)